# Zaia, Gabrovo
Zaia (în bulgară Зая) este un sat în comuna Dreanovo, regiunea Gabrovo,  Bulgaria. 

## Demografie
Componența etnică a satului Zaia
     Turci (9,09%)
     Bulgari (74,54%)
     Nicio identificare (3,63%)
     Altele (12,72%)
La recensământul din 2011, populația satului Zaia era de 55 locuitori. Din punct de vedere etnic, majoritatea locuitorilor (74,54%) erau bulgari, cu o minoritate de turci (9,09%). Pentru 3,63% din locuitori nu este cunoscută apartenența etnică.